# Albury (Hertfordshire)
Pour les articles homonymes, voir Albury.
Albury est une paroisse civile et un village du Hertfordshire, en Angleterre.

## Toponymie
Albury est un nom d'origine vieil-anglaise. Il se compose des éléments eald « ancien, vieux » et byrig, déclinaison au datif de burh « forteresse », et désigne donc une forteresse ancienne ou désaffectée. Il est attesté pour la première fois dans le Domesday Book, compilé en 1086, sous la forme Eldeberie.